# Кулик-довгоніг
Кулик-довгоніг чорнокрилий (Himantopus himantopus) — прибережний птах ряду Сивкоподібних. Єдиний вид роду в Україні, представлений номінативним підвидом. Багато авторів розділяють вид на 2−4.

## Опис

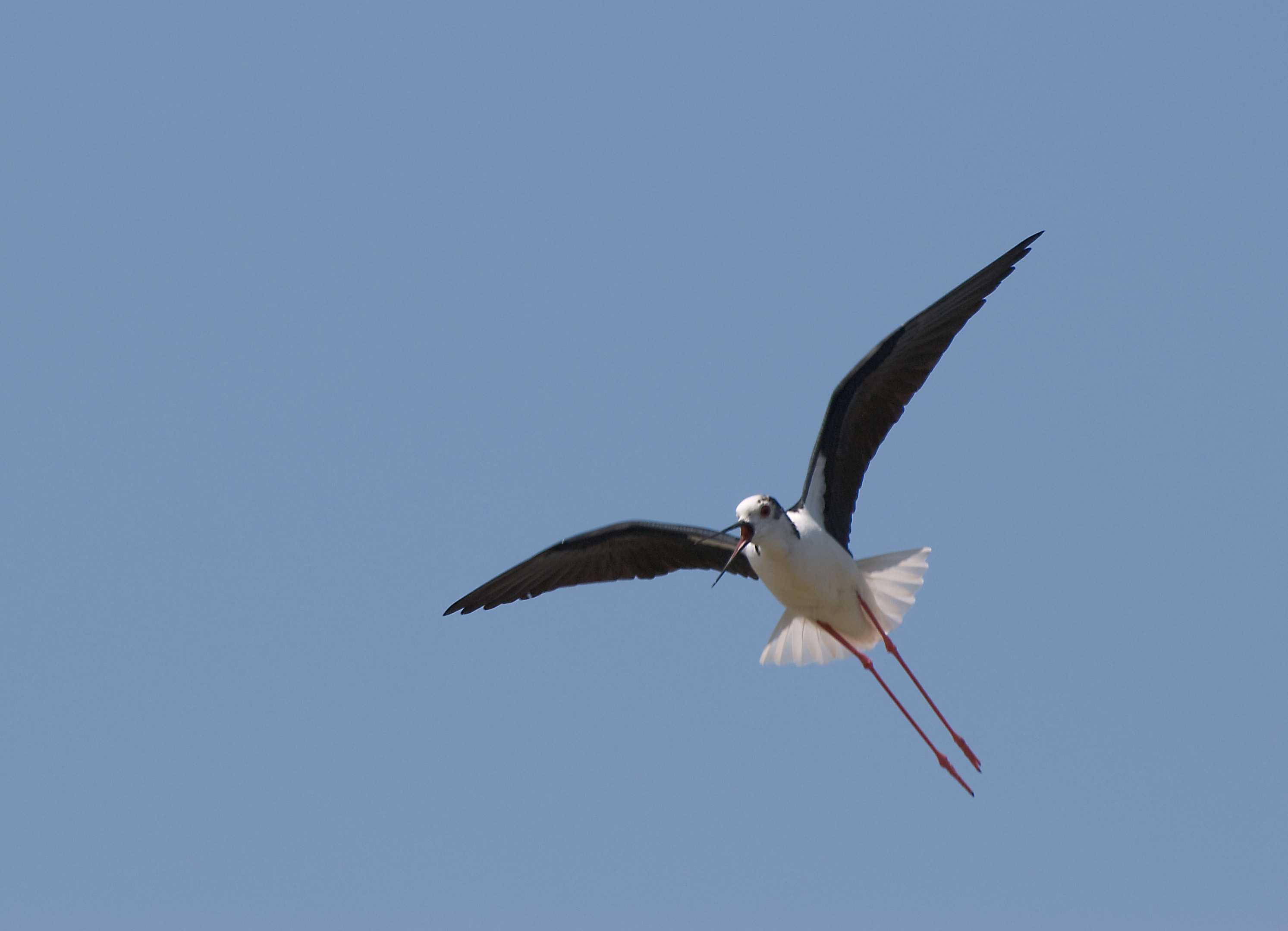
У польоті

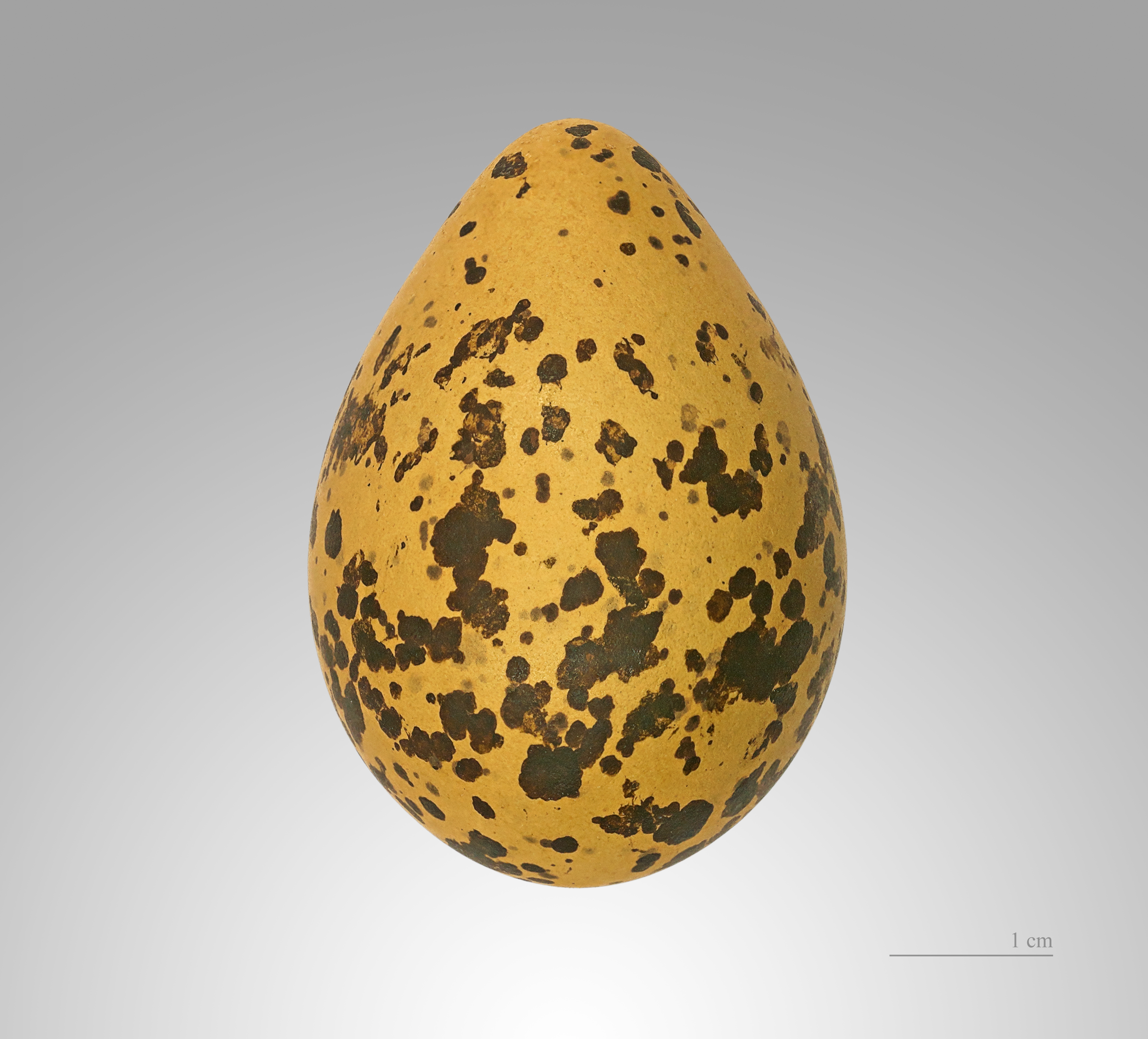
Himantopus himantopus

### Морфологічні ознаки
Досить великий кулик (розміром з голуба), з непропорційно довгими ногами і довгим прямим гострим дзьобом. У дорослого птаха у шлюбному вбранні верх голови і задня частина шиї мають мінливе забарвлення, від білого до чорного; у дорослого самця повністю біле оперення голови і шиї буває зрідка; верхня частина спини, плечові пера і крила чорні, з зеленим металічним полиском; решта оперення біла; дзьоб довгий, рівний, чорний; ноги довгі, червоні, у польоті значно виступають за хвостом. У позашлюбному оперенні тім'я і задня частина шиї сіруваті. Молодий птах схожий на дорослого у позашлюбному оперенні, але темно-бурі пера верху з вохристою облямівкою; по краю другорядних і внутрішніх першорядних махових пер проходить вузька біла смуга; дзьоб темно-сірий, основа червонувата; ноги сірувато-рожеві. Довжина тіла — 35—40 см, розмах крил — 67—83 см, маса — 150—190 г.

### Звуки
Видає голосний свист «гоїть» або «троїть».

## Ареал виду та його поширення в Україні
Гніздовий ареал охоплює південну частину Європи, Південну Азію, Африку (на південь від Сахари), Австралію, Південну Америку, південь Північної Америки. В Україні гніздиться біля Чорного і Азовського морів: по дельтах річок і на лиманах. Мозаїчні поселення трапляються у Волинській, Харківській, Донецькій, Луганській областях, степовій частині Криму. Зальоти відмічали у Полтавській, Черкаській, Київській та інших областях.

## Чисельність і причини її зміни
Чисельність в Європі становить 37-64 тис. пар . На території України гніздиться близько 8,5-10 тис. особин, у тому числі на Сиваші — 3,5-3,6 тис. пар. Причини зміни чисельності: випасання худоби і розвиток рекреації у місцях гніздування, різкі коливання рівня води у водосховищах, зростання чисельності ворогів (грака, ворони сірої, лисиці, собаки єнотовидного, бродячих собак), деградація кормових і гніздових біотопів через діяльність людини, фактор непокою під час гніздування, створення ставків на місці кормових біотопів, хімічне забруднення середовища.

## Особливості біології

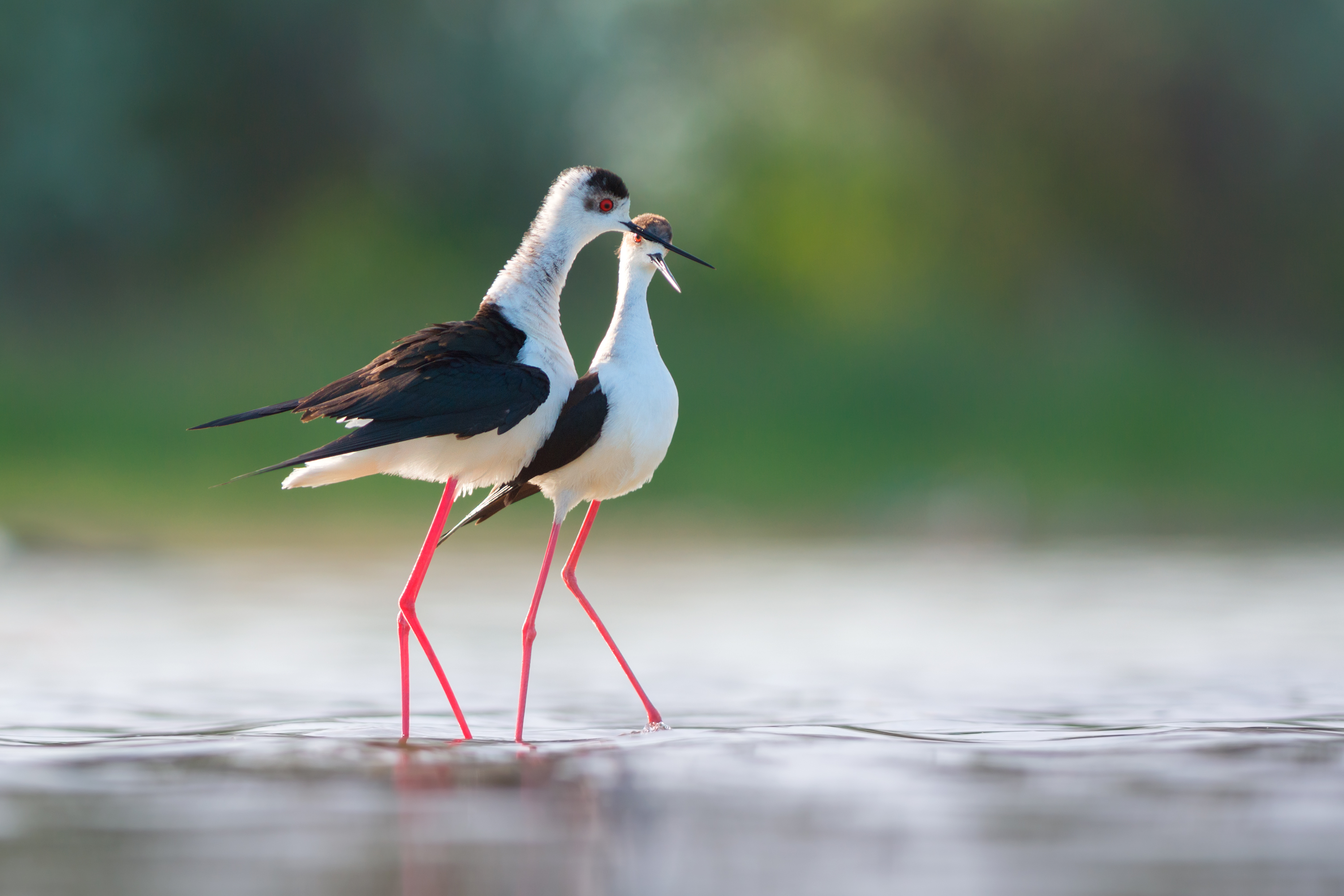
Кулики на Кінбурнському півострові

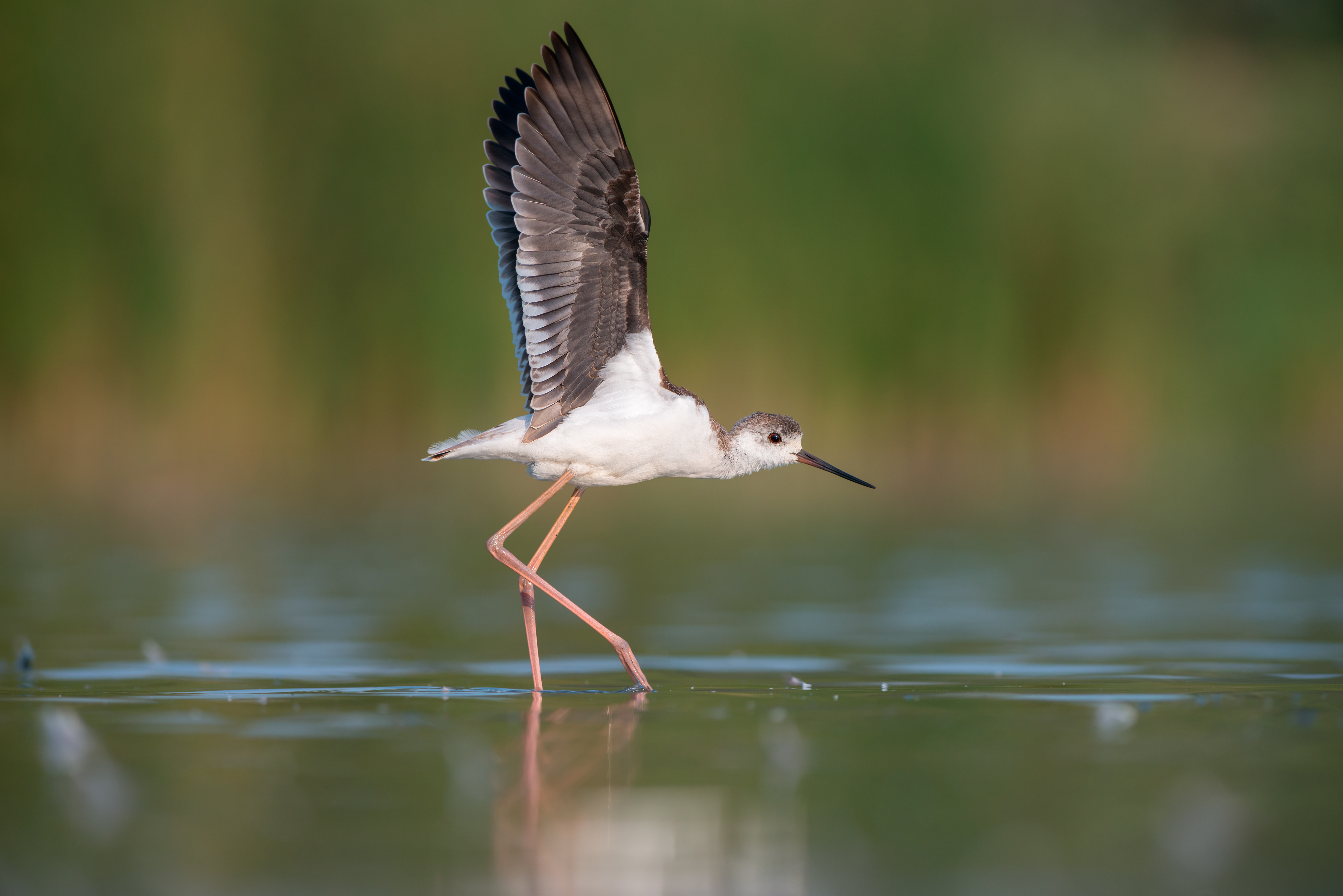
Молодий кулик-довгоніг в дельті Дунаю

Перелітний птах. Весняна міграція відбувається у квітні — травні. Заселяє узбережжя морів, прибережні острови, напівзатоплені острівці, долини річок, купинясті болота, мілководні прісні і солонуваті озера, відстійники, риборозплідні ставки. Гніздиться біля урізу води або на відстані до 100 м вглиб водойми, окремими парами і колоніями, іноді разом з крячками. У повній кладці 4 яйця. Колір від оливково-зеленого до попелясто-сірого, шкаралупа вкрита дрібними червонувато-коричневими крапинками. Насиджують самець і самка (22—24 дні). Пташенята стають на крила на 30—35 день. Осіння міграція триває з кінця липня до кінця серпня. Живиться переважно комахами та їхніми личинками.

## Охорона
Включено до Боннською (Додаток ІІ) та Бернською (Додаток ІІ) конвенціями, угоди AEWA. Внесений до Червоної книги України (1994, 2009) (статус − вразливий). В Україні знаходиться під охороною у Дунайському біосферному заповіднику, Кримському природному заповіднику (Лебедині острови), Азово-Сиваському НПП, Тилігульскому РЛП, деяких заказниках. З метою ефективнішої охорони слід узяти під охорону гніздові поселення біля водосховища Сасик, Лебединської коси та в окремих місцях Криму, у РЛП «Меотида» обмежити випасання худоби і заборонити появу людей у місцях гніздування. Необхідно створити сезонні орнітологічні заказники у гніздовий період, проводити широкі просвітницькі заходи.